# Józef Leśkiewicz
Józef Leśkiewicz (ur. 23 kwietnia 1907 w Tumlinie, zm. 7 lipca 1978 w Krakowie) – polski lekkoatleta, który specjalizował się w rzutach młotem oraz oszczepem. 
Trzy razy stawał na podium mistrzostw Polski seniorów zdobywając, w barwach KSZO Ostrowiec, jeden złoty medal (rzut młotem – 1932), jeden srebrny (rzut młotem – 1933) oraz jeden brązowy krążek (rzut oszczepem – 1933). 15 listopada 1931 na zawodach w Krakowie ustanowił wynikiem 38,23 rekord kraju w rzucie młotem. Podczas II wojny światowej był członkiem Armii Krajowej, a 22 lipca 1953 został odznaczony Srebrnym Krzyżem Zasługi. W latach 1948 – 1954 pracował w Hucie Zabrze, a od 1954 do 1959 w Hucie im. Lenina.
Rekordy życiowe: rzut młotem – 38,54 (13 września 1936, Łódź); rzut oszczepem – 58,83 (17 czerwca 1934, Łódź).